# زوجات رجل واحد
زوجات رجل واحد (بالإنجليزية: Sister Wives)‏هو مسلسل تلفزيوني واقعي أمريكي يبث على القناة الأمريكية TLC وعُرض لأول مرة في 26 سبتمبر 2010. يوثق المسلسل حياة عائلة متعددة الزوجات، وتتكون العائلة من الأب كودي براون، وزوجاته الأربع (مري، جانيل، كريستين، وروبين) وأطفالهم الثمانية عشر. بدأت العائلة المسلسل وهي مقيمة في مدينة ليهي بمقاطعة يوتا الأمريكية، وانتقلت في 2011 إلى لاس فيغاس، نيفادا، وفي منتصف 2018 انتقلت مرة ثانية إلى بلدة بادرفيل غير المسجلة (شمال غرب فلاجستاف ، أريزونا ). 
صرح الزوج براون وزوجاته الأربع بأنهم شاركوا في المسلسل لجعل الجمهور أكثر وعياً بالعائلات متعددة الزوجات، ولمكافحة التحيزات المجتمعية ضدهم. يعتقد براون أن نظام تعدد الزوجات قانوني لأنه متزوج قانونيا من امرأة واحدة فقط، وزواجاته الأخرى هي زواجات روحية. أدى هذا المسلسل إلى التحقيق مع عائلة براون لإمكانية مقاضاتها. نتج عن ذلك قاضي فيدرالي يعلن أن قوانين ولاية يوتا التي تحيل دون تعدد الزوجات هي غير دستورية؛ مستشهدا بأن الدولة قد لا تزال تحظر الزواج التعددي، لكن لا يمكنها حظر التعايش المتعدد. 

## عائلة براون
| اسم                | تاريخ الولادة | تاريخ الزواج  |
| ------------------ | ------------- | ------------- |
| كودي وين براون     |               |               |
| ميري كارولين براون |               | 21 أبريل 1990 |
| جانيل براون        |               | 17 يناير 1993 |
| كريستين روث براون  |               | 25 مارس 1994  |
| روبن أليس براون    |               | 22 مايو 2010  |

### الأطفال
|    | اسم                 | تاريخ الولادة | أم      | ملاحظات                                    |
| -- | ------------------- | ------------- | ------- | ------------------------------------------ |
| 1  | لوجان تايلور        |               | جانيل   | مخطوبة لميشيل بيتي                         |
| 2  | أسبن كريستين        |               | كريستين | متزوج من ديفيد ميتشل طومسون                |
| 3  | ماريا ليان          |               | مري     | مخطوب لأودري كريس                          |
| 4  | ماديسون "مادي" روز  |               | جانيل   | متزوج من كاليب برش مع ابن واحد وابنة واحدة |
| 5  | ميكيلتي آن          |               | كريستين | متزوج من انطونيو بادرون                    |
| 6  | صياد الياس          |               | جانيل   |                                            |
| 7  | روبرت جاريسون       |               | جانيل   |                                            |
| 8  | Paedon              |               | كريستين |                                            |
| 9  | ديفيد دايتون جونيور |               | روبين   | تبنته كودي في 17 يونيو 2015                |
| 10 | جبريل               |               | جانيل   |                                            |
| 11 | Gwendlyn            |               | كريستين |                                            |
| 12 | أورورا أليس         |               | روبين   | تبنته كودي في 17 يونيو 2015                |
| 13 | يسابل بيج           |               | كريستين |                                            |
| 14 | برينا روز           |               | روبين   | تبنته كودي في 17 يونيو 2015                |
| 15 | سافانا              |               | جانيل   |                                            |
| 16 | غريس حقا            |               | كريستين |                                            |
| 17 | سليمان كودي         |               | روبين   |                                            |
| 18 | أرييلا ماي          |               | روبين   |                                            |

## روابط خارجية
- زوجات رجل واحد على موقع IMDb (الإنجليزية)
- زوجات رجل واحد على موقع ميتاكريتيك (الإنجليزية)
- زوجات رجل واحد على موقع كينوبويسك (الروسية)
- زوجات رجل واحد على موقع قاعدة بيانات الفيلم (الإنجليزية)